# Colônia do Piauí
Colônia do Piauí är en kommun i Brasilien.   Den ligger i delstaten Piauí, i den östra delen av landet, 1 100 km nordost om huvudstaden Brasília. Antalet invånare är 7 433. Arean är 948 kvadratkilometer.
Terrängen i Colônia do Piauí är platt.
Omgivningarna runt Colônia do Piauí är huvudsakligen savann. Runt Colônia do Piauí är det mycket glesbefolkat, med 7 invånare per kvadratkilometer.